# Playstation 3
Playstation 3, officiellt förkortat PS3, är det japanska teknikföretaget Sonys tredje spelkonsol, efterföljare till Playstation 2 och Playstation. Den tillhör sjunde generationens spelkonsoler, där den konkurrerar med Microsofts Xbox 360 och Nintendos Wii. Playstation 3 och Xbox 360 har sålt ungefär lika mycket , men Wii har ledningen. Konsolen är dyrare, men har bättre prestanda, fler anslutningsmöjligheter och en inbyggd blu-ray-spelare. Konsolen släpptes den 11 november 2006 i Japan och den 17 november 2006 i USA, Kanada, Hongkong och Taiwan. Lanseringen, som blev försenad ett antal gånger, skedde i Europa, Afrika, Mellanöstern och Australasien (PAL-länderna) den 23 mars 2007.
Under de två första dagarna efter lanseringen i Japan såldes 88 000 konsoler. Från november 2006 till februari 2007 såldes totalt en miljon PS3-konsoler i USA och Japan. Den har olika internminnesstorlek beroende på vilken modell man har.

## Grundläggande funktioner
Playstation 3 är konstruerad för högupplösta spel men har även avancerade multimediafunktioner som filmuppspelning av blu-ray via HDMI i HDTV/3DTV-kvalitet, musikuppspelning, bildvisning och internetsurfning.
Spelkonsolen kan anslutas till den bärbara motsvarigheten i samma serie, Playstation Portable. Dessa kan sedan utbyta information med varandra.

## Lanseringsmodeller

Originalversionen.

PS3 finns i tre konfigurationer. Däribland en version med 20 GB-hårddisk som saknar vissa extrafunktioner, bland annat inbyggd kortläsare och trådlös nätverksanslutning. En annan version har en 60 GB hårddisk och har anslutningsmöjlighet för HDMI, inbyggd kortläsare och trådlös nätverksanslutning. I Europa släpptes aldrig 20 GB-versionen och tillverkningen upphörde redan i april 2007. 60 GB-versionen prissattes till 599 euro vilket gjorde den till den näst dyraste spelkonsolen någonsin; spelkonsolen 3DO var vid lanseringen något dyrare. Tillverkningen av maskinen är förlagd till Kina. Den 21 maj 2007 tillkännagav Sony att en tredje variant av spelkonsolen skulle släppas i Korea. Den har en 80 GB hårddisk och stöd för IPTV, men i övrigt är den densamma som 60 GB-versionen.
Sony planerade från början att släppa två versioner av Playstation 3, en premiumversion och en något billigare grundversion. I nedanstående tabell finns de huvudsakliga skillnaderna. Sony har sedan dess ändrat sig på ett par punkter. Bägge versionerna har samma utseende och det går att byta den inbyggda hårddisken och att i efterhand att skaffa en minneskortsadapter så att även grundversionen kan läsa minneskort, men det går inte att bygga in Wi-Fi i den i efterhand (undantaget om man kör Linux på konsolen och låter systemet använda en nätverksadapter).

### Budgetmodell
Den 10 oktober 2007 lanserades en ny kostnadsreducerad version (CR) av Playstation 3 med 40 GB-hårddisk i Europa och USA. Denna version saknar bakåtkompatibilitet med Playstation 2-titlar men klarar Playstation 1-spel. Enheten har dessutom två USB 2.0-portar istället för fyra och saknar kortläsare samt möjlighet till uppspelning av SACD-skivor. Den nya modellen finns förutom i svart även i vitt, dock endast i Asien.

### Slim-version

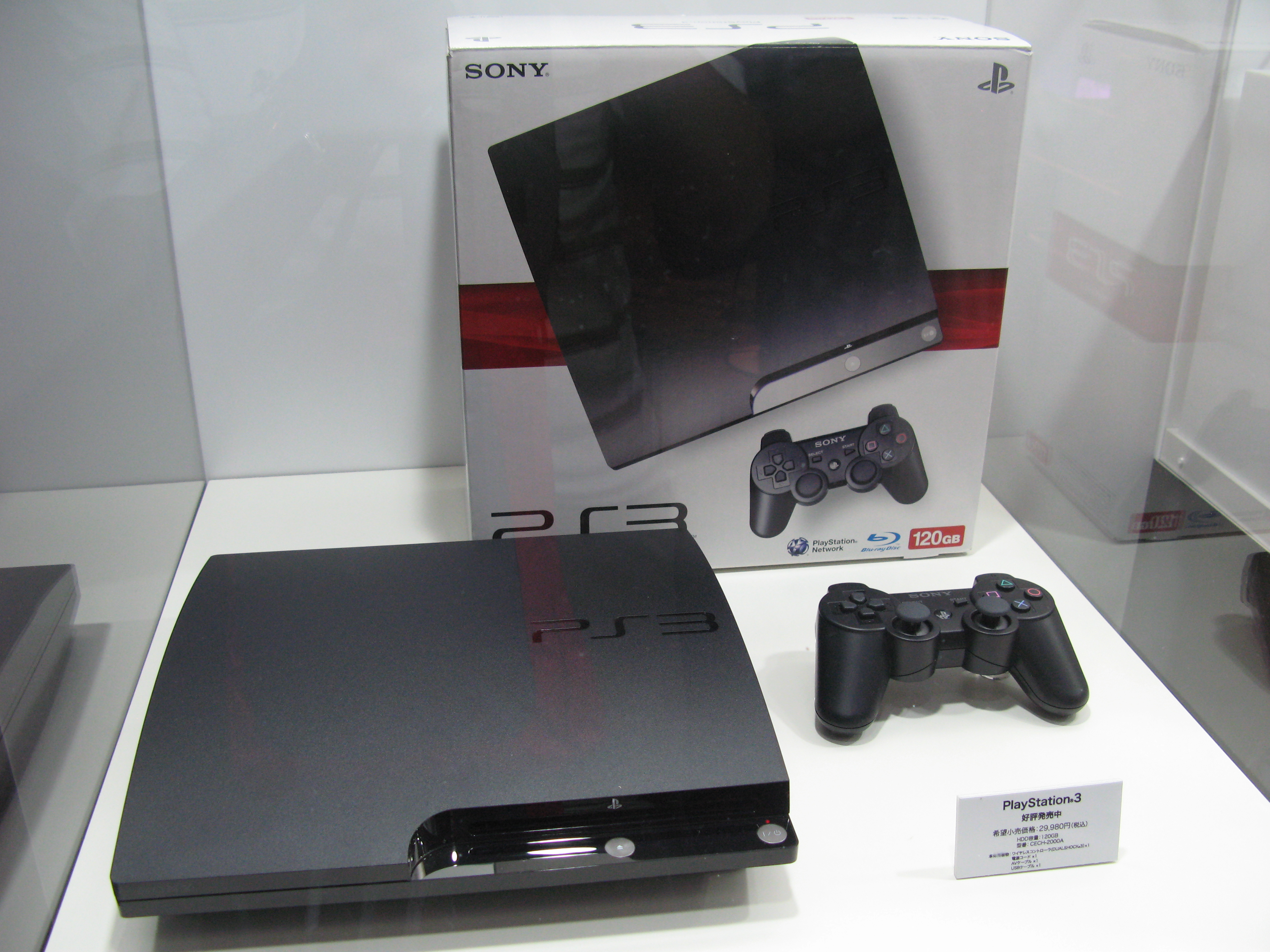
Ett PS3 Slim.

Den 1 september 2009 släppte Sony en slim-modell som är 36 % lättare, 32 % mindre och drar 34 % mindre ström än originalversionen. Slimversionen har fått bättre recensioner jämfört med originalversionen.  Slim-versionen hade från början en hårddisk på 120/250 GB, och senare 160/320 GB. På framsidan har den två USB portar och på baksidan en HDMI-port, en Ethernet-port och en AV Multi-port. Det går snabbare att starta Slimvarianten än originalversionen. Startmelodin är även något annorlunda. Den var inte bakåtkompatibel med PS2.

#### Super slim-version
Under hösten 2012 kom det en ny ännu mer slimmad modell, kallad Super Slim, denna har en 250 eller 500 GB stor hårddisk eller 12 GB flashminne utan hårdisk. och en skjutbar lucka på ovansidan där man sätter i skivan, istället för som på de tidigare Playstation 3 med motordriven inmatning av skivan i fronten. Produktionen för alla varianter av PS3 upphörde år 2017. Den var inte heller bakåtkompatibel med PS2.

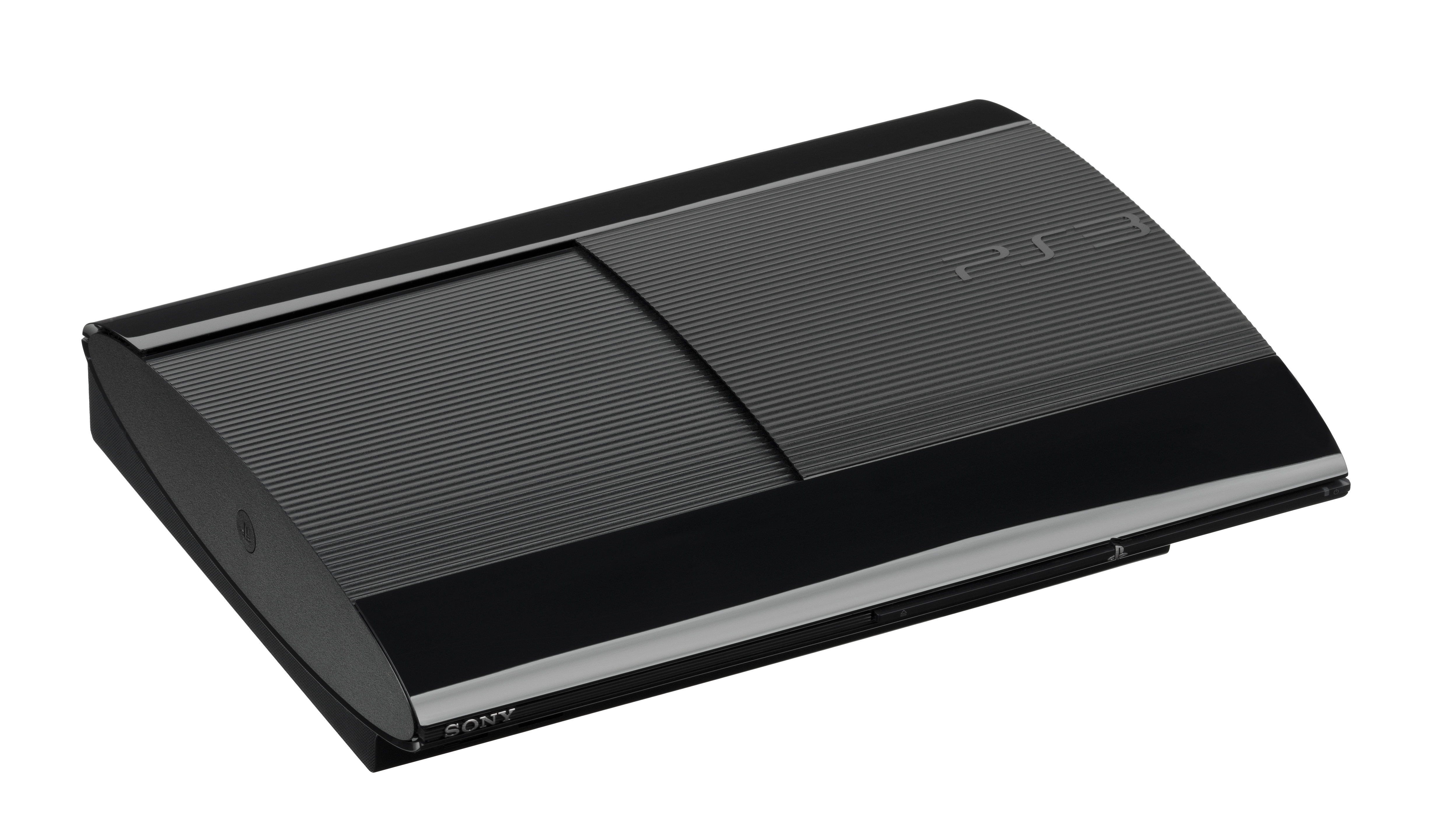
Playstation 3 Super Slim.

#### Modelljämförelse
|                                          | Grundversionen (NTSC)     | Premiumversionen (NTSC)   | Premiumversionen (PAL) | Den koreanska IPTV-versionen (NTSC) | PS3 CR (NTSC/PAL)     | PS3 Slim                   | PS3 Super Slim        |
| ---------------------------------------- | ------------------------- | ------------------------- | ---------------------- | ----------------------------------- | --------------------- | -------------------------- | --------------------- |
| Hårddisk                                 | Ja, 20 GB                 | Ja, 60 GB                 | Ja, 60 GB              | Ja, 80 GB                           | Ja, 40/80/160 GB      | Ja, 120/160/250/320/500 GB | Ja, 250/500 GB        |
| Blu-rayläsare                            | Ja                        | Ja                        | Ja                     | Ja                                  | Ja                    | Ja                         | Ja                    |
| HDMI-kontakt                             | Ja                        | Ja                        | Ja                     | Ja                                  | Ja                    | Ja                         | Ja                    |
| Stöd för Bluetooth                       | Ja                        | Ja                        | Ja                     | Ja                                  | Ja                    | Ja                         | Ja                    |
| Ethernetkabel                            | Ja                        | Ja                        | Ja                     | Ja                                  | Ja                    | Ja                         | Ja                    |
| Kromad dekorationslist på enhetens front | Nej                       | Ja                        | Ja                     | Ja                                  | Nej                   | Nej                        | Nej                   |
| Inbyggd Wi-Fi                            | Nej                       | Ja                        | Ja                     | Ja                                  | Ja                    | Ja                         | Ja                    |
| Kortläsare för flashminnen               | Nej                       | Ja                        | Ja                     | Ja                                  | Nej                   | Nej                        | Nej                   |
| Bakåtkompatibilitet med Playstation      | Ja                        | Ja                        | Ja                     | Nej                                 | Ja                    | Ja                         | Ja                    |
| Bakåtkompatibilitet med Playstation 2    | Ja, mjukvara och hårdvara | Ja, mjukvara och hårdvara | Ja, mjukvara           | Ja, mjukvara                        | Nej                   | Nej                        | Nej                   |
| USB                                      | Ja, 4 Portar              | Ja, 4 Portar              | Ja, 4 Portar           | Ja, 4 Portar                        | Ja, 2 Portar          | Ja, 2 Portar               | Ja, 2 Portar          |
| 3D-Ready                                 | Ja, med firmware 3.50     | Ja, med firmware 3.50     | Ja, med firmware 3.50  | Ja, med firmware 3.50               | Ja, med firmware 3.50 | Ja, med firmware 3.50      | Ja, med firmware 3.50 |
| Tillverkas idag                          | Nej                       | Nej                       | Nej                    | Nej                                 | Nej                   | Nej                        | Nej                   |

### Officiella tillbehör

#### Sixaxis
Till Playstation 3 finns en rad officiella tillbehör. Sixaxis var konsolens första handkontroll. Den anslöts via Bluetooth och kunde vid laddning även kopplas in via USB-kabel. PS3 stöder upp till sju Sixaxis-kontroller anslutna samtidigt. 

#### DualShock 3
DualShock 3 är den handkontroll som har ersatt Sixaxis-kontrollen till Playstation 3. DualShock 3 är identisk med SIXAXIS-kontrollen, men har så kallad skakfunktion, något som Sony tidigare hävdat vara omöjligt. DualShock 3 finns i färgerna svart, blått, ljusblått, 2-nyans grönt, silver, rött, rosa, och vitt. Den senare släpptes endast i Japan i samband med lanseringen av den nya vita versionen av Playstation 3-konsolen, men finns nu även i Sverige också. DualShock 3 släpptes den 2 juli 2008 i Europa. Äldre spel stöder därmed inte alltid skakfunktionen.

#### Adapter för minneskort
Till spelkonsolen kan ett tillbehör kallat "PlayStation 3 Memory Card Adaptor" kopplas. Denna tillåter användaren att överföra data från ett minneskort för antingen Playstation eller Playstation 2 till spelkonsolens hårddisk. Enheten kopplas till Playstation via en USB-kabel.

#### BD Remote
BD Remote är en fjärrkontroll till den inbyggda Blu-ray-spelaren. Fjärrkontrollen kommunicerar med hjälp av bluetooth istället för att använda sig av det betydligt vanligare ir-tekniken. Lanseringen skedde i Japan i december 2006.

#### Playstation Eye
Playstation Eye är en kamera till PS3. Den är en uppdaterad version av Playstation 2:s motsvarande tillbehör, EyeToy. Playstation Eye kan fånga 60 bilder per sekund i 640 × 480 bildpunkters upplösning eller 120 bilder per sekund i 320 × 240 bildpunkters upplösning. Den fyrkanaliga mikrofonen som enheten använder sig av påstås kunna filtrera bort bakgrundsbruset från den önskvärda delen av ljudet. Playstation Eye har stöd för videochat och släpptes under sommaren och hösten (beroende på del av världen) 2007. Den används när man spelar Move.

#### Playstation Move Controller
Dessa tillbehör finns i två versioner en med en semitransparent silikonbubbla med inbyggd ljuskälla i den främre änden och en lite enklare variant som endast har knappar och styrspak.

#### Play TV
Play TV är en digital-tv-mottagare som används tillsammans med en Playstation 3 och på så sätt gör det möjligt att ta emot, lagra och se på tv-sändningar.

#### Extern minneskortläsare
Till alla versioner utom 60 GB-versionen, som inte har en inbyggd minneskortsläsare, finns en extern att köpa.

### Tredjepartstillbehör
Till Playstation 3 kan man ansluta mycket av den hårdvara som PC-datorer använder, till exempel digitalkameror, tangentbord, vissa skrivare med mera. Om man startar konsolen med Linux ökar stödet för PC-hårdvara avsevärt, nästan allt fungerar bara de använder samma typ av kontaktdon som PS3.
Vid användande av Sonys egna operativsystem och användargränssnitt, minskar stödet för tillbehör. Tangentbord och möss går dock normalt att använda om de antingen är USB-, Bluetooth- eller PS/2-anslutna (vid användning av PS/2 måste en USB-adapter användas). Skrivare måste vara av märket Epson eller Canon och bara vissa modeller fungerar.

### De europeiska och australiska versionerna
De europeiska och australiska versionerna av spelkonsolen har betydligt sämre stöd för spel till PS1 och PS2, jämfört med de amerikanska och japanska versionerna. Detta beror på att hårdvara för detta ändamål tagits bort och ersatts med mjukvarubaserad emulering för att minska produktionskostnaderna.
Sony släppte en lista på kompatibla spel den 20 mars 2007, där man kan utläsa om spelet har kompatibilitetsproblem, mindre kompatibilitetsproblem eller inga kompatibilitetsproblem. Spel som inte finns med på listan var inte kompatibla med spelkonsolen vid det tillfället. Listan visar att det finns 1 782 PS2-spel och över 1 000 PS1-spel som var kompatibla med PAL-versionen av Playstation 3 vid lanseringen (vissa av dem har dock större eller mindre problem), dessa utgör cirka 72 % av alla PS2-spel som dittills hade släppts i Europa.. Av spelen på IGN:s lista "de 25 bästa PS2-spelen" har nio inga problem, fyra har mindre problem, fyra har större problem och åtta fungerar inte alls.
I enlighet med Sonys originalstrategi och i en presskonferens från SCE Europa (SCEE), hävdar Sony att konsolen, med början med PAL-versionerna, kommer att använda sig av mjukvaruemulering för att göra konsolen bakåtkompatibel med PS2, något som ursprungligen var tänkt att åstadkommas med hårdvara. I samma presskonferens slogs det fast att fler speltitlar skulle göras kompatibla genom regelbundna mjukvaruuppdateringar, vilket också har skett.
I och med systemprogramvara 1.80 kan spelkonsolen nu utföra uppskalning av PS1- och PS-2 spel och DVD-filmer till upp till full 1080p HD-upplösning, beroende på använd HDTV.

## Gränssnitt
Playstation 3 stöder flertalet SDTV- och HDTV-upplösningar (från 480i upp till 1080p) och anslutningsmöjligheter för bildskärm (till exempel HDMI 1.3 och komponentvideo). Stödet för olika ljudformat är också brett hos konsolen; den stöder bland annat digitalt 7.1-kanalsljud och Dolby TrueHD. Ljudutgångar är antingen RCA (analogt), optisk digitalkabel eller över HDMI.
Den inbyggda optiska enheten kan spela upp en stor mängd DVD- och CD-format, men även Blu-ray. En 20/40/60/80/120/160/320/500 
Gb 2.5" SATAhårddisk finns förinstallerad, men kan bytas ut mot vilken 2.5" SATA-hårddisk som helst vid behov av större lagringsmöjligheter. I versionen med 60 GB hårddisk kan även minneskort användas (Memory Stick, CompactFlash eller SD/MMC). För att kommunicera externt använder Playstation 3 ethernet, fyra USB-portar eller Bluetooth 2.0 EDR. I början hade endast den dyrare versionen stöd för WiFi, vilket senare blivit standard för alla versioner av Playstation 3.

## Användargränssnitt
Playstation 3 använder sig av gränssnittet XMB, som också återfinns på vissa av Sonys mer påkostade TV-apparater, PSX och Playstation Portable. Den är uppbyggd med en horisontell linje av ikoner, en av dessa är alltid markerad och från denna går en vertikal stapel av ikoner. De horisontella ikonerna kallas kategorier. Playstation 3 har en XMB som består av 9 kategorier: Användare, Inställningar, Foto, Musik, Video, TV-/videotjänster, Spel, Nätverk och Vänner. Det finns numera även svenskt språkstöd på XMB.
- Användare – Gör det möjligt att byta användarprofil. En användarprofil innehåller olika inställningar, exempelvis om spel skall startas automatiskt när en skiva sätts i, filminställningar, färgen på bakgrunden, med mera.
- Inställningar – Här kan man ändra alla inställningar för spelkonsolen som inte rör specifika spel.
- Foto – Här kan användaren se på bilder lagrade på minneskort, hårddisk eller annat lagringsmedia.
- Musik – Här kan användaren lyssna på musik lagrad på minneskort, CD, hårddisk med mera.
- Video – Här kan användaren se på filmklipp lagrade på minnekort eller hårddisk, Blu-ray, DVD med mera.
- TV-/videotjänster – Ger tillgång till streamingtjänsterna Youtube, Netflix, Viaplay, Mubi och Vidzone.
- Spel – Visar vilka spel som finns lagrade på konsolens hårddisk, om det finns något spel i Blu-ray-enheten, men även dela ut utrymme för att simulera PS1/PS2-Memory Cards samt administrera lagrade speldata för Playstation 3.
- Playstation Network – Ger dig tillgång till onlinespelande, Playstation Home och även onlinebutiken Playstation Store.
- Nätverk – Gör det möjligt att använda den inbyggda webbläsaren i Playstation 3, via Playstation Network ladda ned förhandsvisningsmaterial på kommande spel eller Blu-Ray filmer och även använda tilläggsapplikationer till Playstation 3-spel.
- Vänner – Här kan man hålla kontakt med andra Playstation 3-användare.

Som standardinställning byts färgen på bakgrunden till XMB beroende på vilken månad på året det är för tillfället.
Spelkonsolen reserverar alltid 64 MB av systemets RAM-minne för XMB.

### Linux
Tanken var att alla konsoler skulle ha Linux installerat från början, men så blev det inte. I stället kan användaren själv installera valfri version av Linux i efterhand. Här finns en lista på de Linuxvarianter som går att köra på en Playstation 3 . De första färdiga och användbara Linuxvarianterna till Playstation 3 är bland annat Yellow Dog, Gentoo, Fedora Core och Ubuntu.
Vid användning av Linux på Playstation 3, öppnas en rad nya möjligheter som inte finns med Sonys inbyggda Cross Media Bar (förkortas XMB). Bland annat, kan man ansluta WiFi-adaptrar och använda skrivare av annat märke än Epson eller Canon. I och med emuleringsmöjligheterna hos Linux, finns det till och med exempel på användare som har lyckats starta upp emulerade varianter av Windows XP och Mac OS.
Efter installation av uppdatering 3.21 (april 2010) är det inte möjligt att använda ett alternativt OS.

## Anslutningsmöjligheter med Playstation Portable
Man kan ansluta Playstation 3 till en Playstation Portable-enhet. Detta kan göras på två sätt, antingen indirekt, genom att ansluta minneskortet som PSP använder till Playstation 3, eller genom att upprätta en trådlös (Wi-Fi) kommunikation mellan de två enheterna. På så sätt kan man bland annat överföra bilder, speldata, sparade spel, demon, hela PS1-spel, musik, filmer med mera.
En Playstation 3 kan ladda ner Playstation One-spel och spara dem på hårddisken, dessa kan sedan antingen spelas direkt på Playstation 3 eller föras över till en PSP. Speldata från de båda konsolerna är kompatibla med varandra, så man kan t.ex. fortsätta spela ett spel som man börjat spela på PSP på en Playstation 3 och vice versa.
I och med att Sony släppte systemprogramvara 3.50 till PSP kan man nu ansluta till en Playstation 3, via en PSP, från vilken plats i världen som helst, så länge man har en bredbandsuppkoppling. 

## Hårdvara

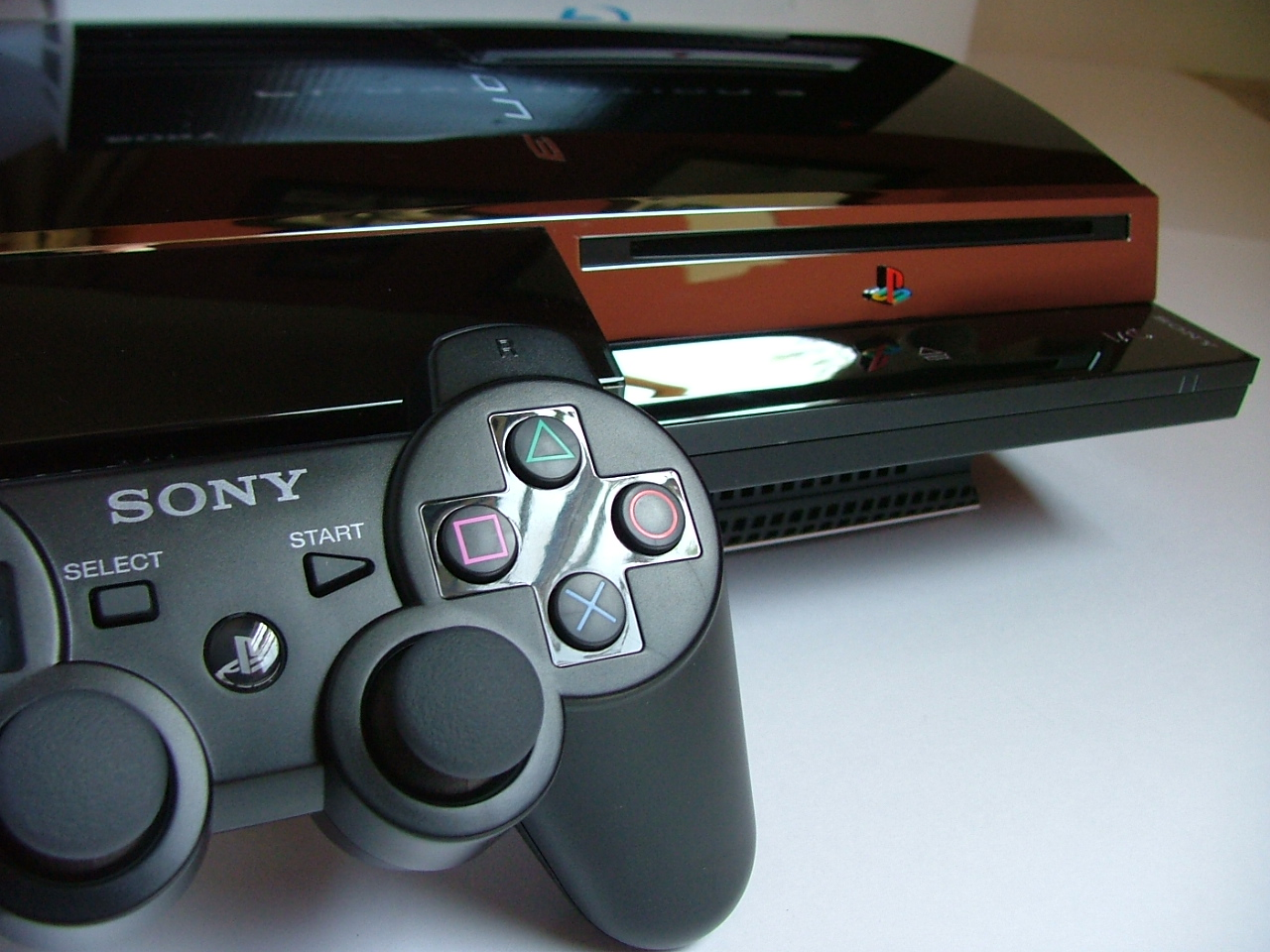
Playstation 3 med handkontroll. Kontrollen är utseendemässigt mycket lik föregångarna.

### Cellprocessorn
Playstation 3 har en PowerPC-baserad cell-CPU, vilken består av en powerPC-PPE (Power Processing Element) och 8 DSP-SPE kärnor (Synergistic Processing Element). En av dessa SPU:s (Synergistic Processing Unit) lämnas alltid oanvänd, ett sätt att (indirekt) öka utbytet vid produktionen och därmed reducera tillverkningskostnaden.
Processorn är i huvudsak utvecklad av IBM, Sony och Toshiba.
Den första versionen av Cellprocessorn tillverkades med 90 nm teknologi, numera används en processor som tillverkats med 65 nm teknologi och på så sätt har tillverkningskostnaden kunnat sänkas. Nyligen har tillverkningstekniken gått över till 45 nm och inom en snar framtid förväntas dessa processorer återfinnas i nytillverkade Playstation 3 enheter. Dessa processorer drar mindre ström, utvecklar mindre värme och förväntas kunna sänka tillverkningskostnaden för en Playstation 3 ytterligare.

### Strömförbrukning och fysiska dimensioner
Konsolen har många ventilationshål, en stor fläkt och använder sig av heatpipes för att kyla den avancerade hårdvaran. Den första designen av Playstation 3 väger ungefär 5 kg och har dimensionerna 9.8 × 32.5 × 27.4 cm. Nätaggregatet finns inbyggt i chassit och ansluts till elnätet med ett 3-poligt IEC C13-kontaktdon. Under normalt bruk, förbrukar spelkonsolen ungefär 150–200 watt.
Den senare s.k. "slim"-modellen väger lite över 3 kg och har dimensionerna 6.5 × 29.0 × 29.0 cm och har ett IEC C7-kontaktdon.
Sist i serien är en modell som också går under benämningen "slim", men ibland även kallas "superslim". Den har dimensionerna 6.0 × 29.0 × 26.0 cm och har ett IEC C7-kontaktdon.

## Systemprogramvara
I likhet med Playstation Portable använder sig Playstation 3 av ett operativsystem som kallas systemprogramvara. Systemprogramvaran uppdateras kontinuerligt av Sony, för att ge konsolen fler och förbättrade funktioner samt för att täppa till säkerhetshål och förhindra piratkopiering.
Systemprogramvaran kan i dagsläget uppdateras på följande tre vis:
- Direktnedladdning till Playstation 3 över Wi-Fi eller ethernet. Detta görs genom att välja "Settings", "Network Update" från XMB.
- Nedladdning av uppdateringsfil till PC, som sedan förs över till Playstation 3 via nätverk, minneskort, eller annat media.
- Uppdatering som följer med vissa spel. Att systemprogramvara inkluderas beror ofta på att spelet kräver den bifogade systemprogramvaran för att fungera.

## Tekniska specifikationer
- Cell-processor med åtta kärnor à 3,2 GHz (varav sju stycken är aktiverade) med en teoretisk maximal kapacitet på cirka 218 gigaflops
- Löstagbar och utbytbar 2,5-tums SATA-hårddisk följer som standard med PS3. Den finns i åtta storlekar: 20, 40, 60, 80, 120, 160, 250 och 320 GB
- 256 MiB XDR RAM
- 256 MiB GDDR3 video-RAM på 700 MHz
- RSX-GPU (grafikprocessor) från nVidia (128 bit pixelsprecision, 1080p upplösning, 300 miljoner transistorer, 90 nm)
- Blu-ray-läsare, BD-R/RE/ROM/DL/TL/FL/Mini, som även har stöd för CD, CD-R/RW/DA/SACD (finns ej på 40/80/120/160/250/320 GB-versionerna)/ROM/Mini 210/650/700/800/870/900MB, och DVD, DVD±R/RW/DL/ROM/RAM/Mini 4700/4900/8500/9500MB, med läshastigheten 2X för Blu-ray Disc, 16/18/20X för DVD och 48/52/56X för CD
- 7.1 Dolby TrueHD-ljud
- Gigabit Ethernet
- Wi-Fi (med vilket man bland annat ska kunna koppla ihop med Playstation Portable; finns ej på 20 GB-versionen)
- Stöd för sju Bluetooth-kontroller[15] med en räckvidd på cirka 8 till 12 meter
- Fyra USB 2.0-ingångar (endast på 60 GB-versionen, övriga har 2 USB 2.0-ingångar)
- Memory Stick Pro/Duo-ingång (endast på 60 GB-versionen)
- Secure Digital- och CompactFlash-ingång  (endast på 60 GB-versionen)
- Programvara för internet-access, videosamtal, fotovisning, film och musik med mera
- Bakåtkompatibel med Playstation 2 och Playstation; PAL-versionen är delvis bakåtkompatibel, men kommer att förbättras i framtiden med firmware uppdateringar. Endast 60 GB versionen är bakåtkompatibel med PS2-spel men alla är bakåtkompitabla med PS1-spel
- Kan användas som Location Free till Playstation Portable
- Kommer att kunna ta emot sparade filer från PS1 och PS2 minneskort via en minneskortsadapter
- Storleken är cirka 325 × 274 × 98 millimeter
- Regionsfri
- Vikt: cirka 5 kg (Slim-versionen cirka 3 kg)

## Bakåtkompatibilitet
Playstation 3 använder sig av två olika typer av metoder för att åstadkomma bakåtkompatibilitet. De japanska och amerikanska lanseringsmodellerna har inbyggd hårdvara som gör det möjligt att spela Playstation 2-spel, den europeiska modellen använder sig av mjukvara.
Playstation 3 ska enligt Sony kunna spela Playstation 1 och 2 spel. Vid lanseringen av Playstation 3 i Japan har det dock visat sig att vissa titlar inte går att använda fullt ut och därför har Sony påbörjat ett arbete med att utveckla patchar för de olika spelen på ett sätt som liknar tillvägagångssättet hos Xbox 360. Följande spel har drabbats av problem: Devil May Cry, Gran Turismo 4, Silent Hill 2, Star Ocean 3: Till the End of Time och Tekken 5.
Den europeiska lanseringsmodellen som använder sig av mjukvaruemulering har till att börja med sämre bakåtkompatibel i början jämfört med de japanska och amerikanska versionerna, men detta uppgraderas efter hand med patchar som laddas ner när maskinen är uppkopplad mot internet.
Vid lanseringen av Playstation 3 i Europa beräknas ca 35 % av alla utgivna titlar till tidigare Playstation-modeller att fungera problemfritt . I mars 2007 uppges ca 73 % av alla spel släppta i Europa att fungera tillsammans med en europeisk Playstation 3.
Spelen sparar på Playstation 3s hårddisk som ett virtuellt Playstation 1 eller 2 minneskort, men för att föra över gamla sparningar från riktiga minneskort krävs en adapter.
40 GB-versionen av PS3 som släpps 10 oktober 2007 i Europa (10 november i USA) saknar bakåtkompatibilitet med PS2-titlar, för att sänka tillverkningskostnaden, därav priset på enheten.
I och med lanseringen av 40 GB-versionen i Europa så slutade 60 GB-versionen att tillverkas.

## Lanseringen av spelkonsolen
Playstation 3 släpptes i Japan den 11 november 2006, klockan 07:00. Det rapporterades att många av de första konsolerna köptes av affärsmän som främst betalade kineser för att köpa dem utan någon mjukvara, för att sedan sälja dem dyrare på eBay. Enligt Media Create, såldes 81,639 spelkonsoler under de första 24 timmarna som systemet fanns till salu i Japan.. Sony har valt att ha ett öppet prisschema för 60 GB-modellen, vilket tillåter återförsäljarna att sätta priset själva.
Playstation 3 släpptes i Nordamerika den 17 november 2006. Det har rapporterats om våldsamheter kring lanseringen, bland annat blev en kund skjuten och köande personer rånades under pistolhot. Vidare har kunder blivit skjutna med luftvapen i Drive-by shootingscenarion och 60 köande slogs om 10 spelkonsoler. I Kalifornien misstänks två anställda på GameStop ha fabricerat ett rån, för att kunna tillskansa sig flera Playstation 3- och fyra Xbox 360-konsoler obemärkt.
Den 25 januari 2007, tillkännagjorde Sony att lanseringsdatumet av spelkonsolen för den europeiska och australiensiska marknaden skulle vara den 23 mars. Lanseringen rörde dock bara 60 GB-modellen. Den 5 mars 2007 tillkännagjorde Sony Gulf att PS3 skulle lanseras i Saudiarabien, Förenade arabemiraten och i övriga mellanöstern den 22 mars 2007. Även här rörde lanseringen bara den bättre utrustade varianten av spelkonsolen.
Den officiella lanseringen i Singapore ägde rum den 7 mars 2007, I Indonesien lanserades spelkonsolen så tidigt som två månader efter den begynnande lanseringen i Japan.
Playstation 3 lanserades i Europa, Australien och Nya Zeeland den 23 mars 2007, vilket resulterade i höga försäljningssiffror i Storbritannien och allmän framgång i övriga Europa. Som en specialgåva, fick de 100 första kunderna i kön utanför Virgin Megastores i London en gratis 40" Bravia HD LCD-TV och en taxitripp hem. Totalt beräknas det att Sony gav bort TV-apparater till ett värde av 250 000 pund.
Produktionskostnaden för de första spelkonsolerna har beräknats till cirka 805,85 US$ för 20 GB-modellen och 840,35 US$ för 60 GB-modellen, vilket betyder en förlust på cirka 250 US$ för varje konsol för Sony.
Den 7 januari 2007, bekräftade Sony att de nått sitt mål att sälja 1 miljon spelkonsoler till Nordamerika. Bara en vecka senare; den 16 januari hade Sony sålt 1 miljon Playstation 3 i Japan.
I februari 2011 hade Playstation 3 sålt ca 48 miljoner enheter världen över.

## Datorkluster med PS3
I och med spelkonsolens mycket höga beräkningskapacitet, finns det intresse för att använda maskinen för att bygga superdatorer. NCSA (National Center for Supercomputing Applications) har redan byggt datorkluster baserade på föregångaren PS2. Terra Soft Solutions har en version av Yellow Dog Linux till Playstation 3 och säljer PS3:or med Linux förinstallerat,. i paket om enstaka, 6 eller 32 stycken i nodkluster.
Den 3 januari 2007 skapade Doktor Frank Mueller, professor i datorvetenskap vid NCSU, ett datorkluster med 8 PS3:or. Mueller kommenterade att de 512 MB RAM som systemet har är en begränsning för detta ändamål och överväger att modifiera systemet för att göra internminnet större. Mjukvara som användes vid dessa försök var: Fedora Core 5 Linux ppc64, MPICH2, OpenMP v2.5, gcc och CellSDK 1.1.

### Folding@homeprojektet
Den 15 mars 2007 tillkännagjorde SCE och Stanford University att ett projekt, kallat Folding@home skulle utökas till PS3. Tillsammans med tusentals persondatorer som redan finns anslutna till projektet, så kan ägare av PS3 låna ut beräkningskapaciteten hos spelkonsolen till läkemedelsforskning (såsom Alzheimers sjukdom, Parkinsons sjukdom, Huntingtons sjukdom, cystisk fibros och flera former av cancer). Mjukvaran som tillåter detta inkluderades i systemprogramvara 1.6 och kan ställas in för automatisk exekvering när spelkonsolen är inaktiv. Beräknad data skickas sedan tillbaka till projektets central via internet. 
Beräkningskapaciteten hos spelkonsolen är mycket hög och är därför väldigt bidragande till forskningsprojektet och Playstation 3 har tagit över alla andra bidragsgivande system i teraflops räknat. Den 23 april hade mer än 250 000 ägare av spelkonsoler tillåtit exekvering av Folding@home-mjukvaran på deras system, vilket har medfört en medelberäkningskapacitet av över 400 teraflops och med toppvärden på 700 teraflops. Som jämförelse; har världens kraftfullaste superdator en beräkningskapacitet på 280,6 teraflops.

## Försäljning
Efter att konsolen funnits tillgänglig på marknaden i cirka 45 veckor hade Sony sålt ca 5 miljoner enheter, vilket i stort sett överensstämmer med försäljningen av Gamecube några år tidigare.
Efter att den funnits ute på marknaden i cirka 60 veckor hade det sålts snart 9 miljoner enheter, lanseringen av 40 Gb -modellen gjorde att försäljningen ökade markant.
I kvartalsredovisningen för det första finansiella kvartalet 2009 avslöjade Sony att 23,8 miljoner PlayStation 3-konsoler har sålts i hela världen sedan lanseringen.

## Kritik

### Prissättning
Den i förhållande till konkurrerande konsoler höga prissättningen av Playstation 3 där det förväntade lanseringspriset låg på strax under 6 000 SEK har fått mycket kritik. Sony använder sig av samma prissättningstrategi som vid lanseringen av den bärbara konsolen Playstation Portable som fick ett högt releasepris som sedan kom att sänkas med tiden. Som en följd av detta har antalet sålda Playstation Portable enheter blivit betydligt färre till antalet än konkurrenten Nintendo DS/Nintendo DS Lite.
Enligt vissa analytiker är dock Playstation 3 mycket billig jämfört med vad komponenterna som sitter i den skulle kostat att köpa. Det påstås att Sony gör en rejäl förlust på varje sålt exemplar av Playstation 3. Beräknat tillverkningspris lär ligga runt (rör sig troligen om "USA:s" 80 GB) 5 700 SEK utan täckning för utvecklingskostnader och andra omkostnader. Sony skulle med andra ord göra en förlust på cirka 1 700 SEK jämfört med det aktuella försäljningspriset på cirka 4 000 SEK, där eventuella mellanhänders påslag ej är medräknade.
I samband med Sony Corporations redovisning av första kvartalet 2009 sade Nobuyuki Oneda, företagets verkställande direktör, att produktionskostnaderna för PlayStation 3 har sjunkit med 70 procent sedan konsolen lanserades. Enligt uppgifter kostade en konsol cirka 800 dollar att tillverka vid lanseringen. 70 procent av den siffran är 240 dollar.

### Försämrad funktionalitet
Användarmöjligheterna med den första och ursprungliga versionen av Playstation 3 har försämrats i två steg. Dels som en följd av att försöka sänka tillverkningskostnaderna samt att försöka stävja möjligheterna att använda och kopiera spel.

#### Fysiska förändringar
Sony har släppt en billigare version av Playstation 3, en så kallad "grundversion", kostar något mindre än premiumversionen. Denna modell saknar bakåtkompatibilitet med föregångaren PS2, är inte utrustad med intern minneskortsläsare, saknar stöd för att spela upp HDCD och är utrustad med en hårddisk med mindre kapacitet, som endast lagrar 40 GB. Den har dessutom bara två, istället för fyra, USB-portar. Det går att köpa till en separat minneskortsläsare, hårddisken går att byta ut men det går inte att i efterhand komplettera konsolen med stöd för spel framtagna till Playstation 2.

#### Mjukvarumässiga förändringar
I och med lanseringen av den så kallade slim-modellen togs möjligheten att installera och använda andra operativsystem bort. Någon direkt anledning har inte klargjorts men mycket pekar på en rädsla för möjligheten att använda och kopiera spel på ett sätt som inte var tänkt.

### Problem med bakåtkompatibilitet
Efter att flera kunder klagat bekräftar Sony att de har problem med bakåtkompatibiliteten, det vill säga funktionaliteten tillsammans med tidigare spelkonsoler i serien, för tidigare Playstationspel. Spel som enligt Sony ska fungera utan problem är de spel som fyller TRC-kraven och använder sig av EE+GS chipset, införd i och med lanseringen av den slimmade versionen av Playstation 2. Den europeiska versionen av Playstation 3 har inte samma bakåtkompatibilitet som de amerikanska och japanska versionerna, detta som en följd av att hårdvaran som ombesörjer bakåtkompatibiliteten med Playstation 2-spel är ändrad. I den europeiska versionen av Playstation 3 använder sig Sony av en lösning som liknar den emulering som Microsoft använder sig av till Xbox 360.

### Bildupplösning
När konsolen kopplas ihop med en HDTV-kompatibel bildskärm som inte klarar att visa det högsta möjliga upplösningsläget 1080p, är det inte säkert att konsolen utnyttjar näst bästa upplösningsläge. Spelkonsolen väljer i vissa fall att hoppa över ett eller två steg i upplösning och skalar därmed ner bildupplösningen onödigt mycket, vilket leder till onödig kvalitetsförlust. Detta problem har dock delvis avvärjts i och med uppdaterade versioner av systemprogramvaran. Under fjärde kvartalet 2010 släppts en mjukvaruuppdatering som gör att det möjligt att se 3D-blueray filmer och spela 3D-spel på konsolen ifall man har en 3D-tv.

### Strömförbrukning
Enheten drar förhållandevis mycket ström jämfört med tidigare konsolgenerationer och Nintendo Wii när den är i bruk. Normal strömförbrukning ligger runt 180 watt, även om det inbyggda nätaggregatet kan ge hela 380 watt.. Nya Playstation 3 konsoler med 40 GB hårddiskar har försetts med en strömsnålare 65 nm CPU som drar ca hälften så mycket och minskar den totala strömförbrukningen med drygt en fjärdedel. PS3 Slim förbrukar en tredjedel mindre ström än originalversionen.